# Gheorghe Enescu
Gheorghe Enescu (n. 7 ianuarie 1932, Tâmna, județul Mehedinți – d. 27 februarie 1997, Turnu Severin) a fost un logician, filosof, publicist, traducător și profesor universitar român.

## Studii
A absolvit cursurile Liceului „Aurel Vlaicu” din București în 1952 și Facultatea de Filosofie a Universității București în 1957. În 1962 obține doctoratul la Universitatea „Lomonosov” din Moscova, cu teza Problema adevărului în logica formală. 

## Activitate didactică
Imediat după absolvirea facultății este reținut ca asistent la Catedra de Istorie a Filosofiei și Logică a Universității București. A participat la congrese internaționale de logică și filosofia științei. A fost profesor titular al cursurilor de Logică generală și Teoria sistemelor logice (Metalogica) la Universitatea București, Universitatea Titu Maiorescu și Universitatea Spiru Haret.

## Activitate publicistică

### Cărți publicate
1. Introducere în logica matematică[1]
2. Logică și adevăr[2]
3. Logica simbolică[3]
4. Filozofie și logică[4]
5. Teoria sistemelor logice. Metalogica[5]
6. Fundamentele logice ale gândirii[6]
7. Dicționar de logică, 1985[7] (ed. a II-a, 2003[8]).
8. Tratat de logică[9]
9. Paradoxuri, sofisme, aporii[10] (volumul cuprinde cea mai mare parte a studiilor și articolelor publicate de Gheorghe Enescu în cărți și reviste de specialitate).

### Articole și studii
1. Paradoxele logicii matematice, în „Cercetări Filosofice”, X, nr. 3, 1963.
2. Problema nivelului de abstracție în logica propozițiilor, în „Analele Universității București”, seria Filosofie, XII, 1963.
3. Paradoxele logico-matematice și procesul cunoașterii, în „Revista de Filosofie”, XI, nr. 1, 1964.
4. Concepția lui Tarski despre adevăr în limbajele formalizate, în „Revista de Filosofie”, XI, nr. 6, 1964.
5. Teoria carteziană a cunoașterii în „Reguli”, studiu introductiv la René Descartes, Reguli utile și clare pentru îndrumarea minții în cercetarea adevărului, Editura Științifică, București, 1964.
6. Les lois aritmétiques de la vérité, în „Acta Logica”, VII-VIII, nr. 7-8, 1964-1965.
7. Observations sur certaines problémes controversés de la logique moderne, în „Acta Logica”, IX, nr. 9, 1966.
8. Axiomatica logicii propozițiilor, în „Revista de Filosofie”, XV, nr. 2, 1967.
9. Calculul axiomatic al predicatelor, în „Revista de Filosofie”, XVI, nr. 1, 1968.
10. Un formalisme sillogistique, în „Acta logica”, XI, nr. 11, 1968.
11. Logica identității, în „Analele Universității București”, seria Filosofie, XVII, 1968.
12. Semantica logică, în vol. colectiv Limbaj, logică, filosofie, Editura Științifică, București, 1968.
13. Analiza logică a conjuncțiilor în limba română, în „Revista de filosofie”, XVI, nr. 7, 1969.
14. Patru probleme ale logicii moderne, în „Revista de filosofie”, XVIII, nr. 7, 1971.
15. Rudolf Carnap – filosof și logician, studiu introductiv la R. Carnap, Semnificație și necesitate, Editura Dacia, Cluj, 1972, traducere de Gh. Enescu și S. Vieru.
16. Câteva probleme ale logicii moderne, în vol. Colectiv Direcții în logica contemporană, Editura Științifică, București, 1974.
17. Concepte și axiomatizare, în „Revista de Filosofie”, XXVIII, nr. 6, 1979.
18. Schiță asupra dezvoltării logicii deontice, în „Analele Universității București”, seria Filosofie, XXIX, 1980.
19. Criză și revoluție în știință, în „Revue Roumaine des Sciences Sociales, Série de Philosophie et Logique”, nr. 3-4, 1981.
20. Note logice în „Analele Universității București”, seria Filosofie, XXXI, 1982.
21. Cu privire la pseudoantinomii, în „Analele Universității București”, seria Filosofie, XXXII, 1983.
22. Logica și structurile topologice, în „Analele Universității București”, seria Filosofie, XXXIV, 1985.
23. Raționalitatea și teoria jocurilor, în „Analele Universității București”, seria Filosofie, XXXV, 1986.
24. Natura experienței ca temă de reflecție, în „Revista de Filosofie”, XXXIII, nr. 4, 1986.
25. Paradoxe și contexte pragmatice, în „Revista de Filosofie”, XXXIV, nr. 6, 1987.
26. Problema deciziei în logica standard, în „Analele Universității București”, seria Filosofie, XXXVI, 1987.
27. Teoreme de indecidabilitate în sisteme de tipul Principia Mathematica, în „Analele Universității București”, seria Filosofie, XXXVII, 1988.
28. Paradoxe și decizie în sistemele deductive, în „Analele Universității București”, seria Filosofie, XXXVIII, 1989.
29. Identitate și necontradicție în logica actuală, în „Analele Universității București”, seria Filosofie, XXXIX, 1990.
30. Clasificarea termenilor, în „Analele Universității București”, seria Filosofie, XL, 1991.
31. Aporiile lui Zenon, (I), (II), în „Analele Universității București”, seria Filosofie, XLI, 1992, XLII, 1993,
32. Analiza logică a antinomiilor kantiene (I), (II), (III), în „Analele Universității București”, seria Filosofie, XLIII, 1994, XLIV, 1995, XLV, 1996)
33. Antinomiile în concepția lui Hegel, în „Analele Universității București”, seria Filosofie, XLV, 1996.

### Traduceri
1. Logică și filozofie, Editura Politică, București, 1966, ediție îngrijită de Mircea Târnoveanu și Gheorghe Enescu. Volumul (575 p.) cuprinde traduceri de texte fundamentale de logică și filosofie a logicii și matematicii.
2. Logica științei, Editura Politică, București, 1978, ediție îngrijită de Gheorghe Enescu și Cornel Popa. Volumul (599 p.) cuprinde traduceri de texte fundamentale de teoria și metodologia cunoașterii științifice.

## Premii
- Premiul „Simion Bărnuțiu” al Academiei Române (1978), pentru cartea Teoria sistemelor logice. Metalogica.